# Prosthechea papilio
Prosthechea papilio är en orkidéart som först beskrevs av Vell., och fick sitt nu gällande namn av Wesley Ervin Higgins. Prosthechea papilio ingår i släktet Prosthechea och familjen orkidéer. Inga underarter finns listade i Catalogue of Life.